# Gerhard von Grafschaft
Gerhard von Grafschaft war seit 1228 Abt von Werden und Helmstedt. Das Ende seines Abbatiats ist unklar. Johann Suibert Seibertz gab 1249 als Ende an. Nach Wilhelm Stüwer ist er aber noch 1252 urkundlich bezeugt.

## Leben
Er stammte aus der Familie der Edelherren von Grafschaft. Seine Herkunft aus dem westfälischen Dynastengeschlecht ist urkundlich gesichert. Sein Bruder war vermutlich Heinrich von Grafschaft. Er hatte einen weiteren Bruder Walter, der ebenso Mönch in Werden war, sowie einen Bruder, der Kanoniker von St. Andreas in Köln war.
Gerhard von Grafschaft war vor seinem Abbatiat wahrscheinlich Probst in Werden. Als solcher taucht er in einer Urkunde von 1215 auf. Im Jahr 1221 war er mit dem Abt bei der Einweihung des Klosters Saarn anwesend. Aus der Zeit seines Abbatiats ist er zwischen 1228 und 1252 nachweisbar. 
Gerhard bestätigte 1228 der Stadt Helmstedt ihre Rechte und Gewohnheiten. Dies betraf insbesondere die Zünfte. In seiner Amtszeit wurden Werden und Helmstedt vereinigt. Im Jahr 1230 hat er im Stift Marienberg in der Nähe von Helmstedt die Zahl der Konventualinnen auf vierzig festgesetzt. Außerdem hat er das Stift durch Schenkungen gefördert. 
Im Jahr 1235 nahm er am Reichstag des Kaisers Friedrich II. in Mainz teil. Eine nennenswerte Rolle im Reichsdienst spielte er nicht. 
Er gestattete den Bürgern von Helmstedt 1238, sich an den Schöffenstuhl in Magdeburg zu wenden und erlaubte die Erweiterung der Stadtmauer als Folge der wachsenden Bevölkerung. Verschiedenen Gewerben in Helmstedt verlieh er Zunftrechte. 
Im Jahr 1248 übergab Gerhard die Burg Isenberg an die Erzbischöfe von Köln. Damit hoffte er den Schutz von Werden durch die Erzbischöfe von Köln zu erreichen. Insgesamt war das Verhältnis zu den Erzbischöfen von Köln eng. Dagegen lockerte sich die Beziehung zur römischen Kurie. 
Die ökonomische Lage der Abtei Werden war zur Zeit Gerhards schlecht. In Übereinstimmung mit dem Konvent beabsichtigte er, die Güter der Abtei in Friesland zu veräußern. Dazu kam es jedoch nicht. Innerhalb der Gemeinschaft war sein Abbatiat geprägt von Streit mit dem Konvent. Reformversuche scheiterten. 
Sein Todesjahr ist unbekannt. Der Überlieferung nach war der Todestag ein 12. November. 